# Kleinregion Kamptal Süd
Die Kleinregion Kamptal Süd ist die freiwillige Kooperation von sechs Gemeinden Bezirk Krems-Land in Niederösterreich in den Bereichen Daseinsvorsorge, Bürgerservice und Raumentwicklung. Kleinregionen in Niederösterreich werden durch die Niederösterreichische Landesregierung als Instrument der ländlichen Entwicklung und Raumplanung gefördert.

## Mitgliedsgemeinden
Der Kleinregion Kamptal Süd gehören folgende Gemeinden als Mitglieder an:
- Marktgemeinde Grafenegg
- Marktgemeinde Hadersdorf-Kammern
- Stadtgemeinde Langenlois
- Marktgemeinde Lengenfeld
- Marktgemeinde Schönberg am Kamp
- Marktgemeinde Straß im Straßertale

Die Kleinregion Kamptal Süd wird vom Verein ARGE Kleinregion Kamptal Süd getragen, dessen Vorstand die Bürgermeister sowie Stadt- und Gemeinderäte aus den Mitgliedsgemeinden bilden.

## Projekte
Ein wesentlicher Arbeitsschwerpunkt der Kleinregion ist die Förderung des Tourismus und die Vernetzung touristischer Angebote der Mitgliedsgemeinden. Weitere Themengebiete sind der Aufbau eines Netzwerks zur Weinvermarktung sowie die Bereiche Krankenpflege, Verkehr und Musikschulwesen.